# Fiume met gebied

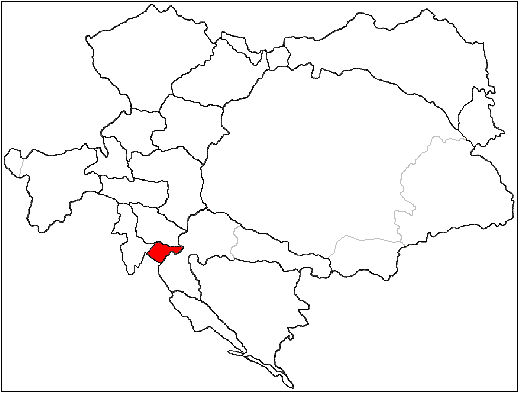
Het 'land' Fiume en omstreken in Oostenrijk-Hongarije

De stad Fiume (Kroatisch: Rijeka) was van 1465 tot 1779 Oostenrijks en daarna tot 1848 Hongaars. Na de Ausgleich van 1867, toen Oostenrijk-Hongarije ontstond, bleef de stad Hongaars. Maar de stad kreeg met het omringende gebied wel een aparte status in Transleithanië (het Hongaarse deel van Oostenrijk-Hongarije). Dit was dezelfde status als het land Hongarije en het Koninkrijk Kroatië en Slavonië. In het 'land' lagen verder nog drie dorpen. Fiume had een eigen gouverneur (stadhouder) en een regering. 
In 1919 bezette de militie van Gabriele d'Annunzio Fiume en werd het Italiaans Regentschap Carnaro uitgeroepen (1920).
Het gebied behoort thans bijna in zijn geheel tot Kroatië.
1867–1918

In de Rijksraad vertegenwoordigde koninkrijken en landen (Cisleithanië):
hertogdom Boekovina · koninkrijk Bohemen · koninkrijk Dalmatië · koninkrijk Galicië en Lodomerië · hertogdom Karinthië · hertogdom Krain · Küstenland (vorstelijk graafschap Görz en Gradisca, markgraafschap Istrië, vrije rijksstad Triëst) · markgraafschap Moravië · Neder-Oostenrijk · Opper-Oostenrijk · hertogdom Salzburg · Tsjechisch-Silezië · hertogdom Stiermarken · vorstelijk graafschap Tirol en land Vorarlberg

De landen van de Heilige Hongaarse Stefanskroon (Transleithanië):
Fiume met gebied · koninkrijk Hongarije · koninkrijk Kroatië en Slavonië . Militaire Grens (1867-1882)

Gemeenschappelijk bestuurd: condominium Bosnië en Herzegovina (1878-1918) . Novi Pazar met gebied (1878-1908) . Karpatische passengebied (1918) . bezette zone Tianjin (1901-1917)
Voor of in 1867 opgeheven

koninkrijk Illyrië (tot 1850) · vojvodschap Servië en Temesbanaat (tot 1860) · Koninkrijk Lombardije-Venetië (tot 1866) · grootvorstendom Zevenburgen (tot 1867)